# Distretto di Bulambuli
Il distretto di Bulambuli è un distretto dell'Uganda, situato nella Regione orientale.